# Neuromišićni blok kod bubrežnih bolesnika
Neuromišićni blok kod bubrežnih bolesnika nameće potrebu i zahteva upotrebu miorelaksanata sa velikim oprezom tokom anestezije jer je jednim svojim delom njihova upotreba zavisna od nivoa bubrežne ekskrecije i eliminacije. U tom smislu svako prisustvu pogoršanja bubrežne funkcije, zahteva prilagođavanje doza anestetičkih medikamenata u cilju prevencije akumulacije leka ili njegovih aktivnih metabolita.

## Patofiziologija
Bubrežno oštećenje može dovesti do produženog trajanja neuromišićnog bloka. Uzimajući u obzir farmakokinetiku svakog pojedinačnog relaksanta to prologiranje dejstva može ali ne mora imati kliničku značaj. Najveća opasnost od produženog bloka može se javiti nakon ordiniranja pankuroniuma i vekuroniјuma. Zato ove preparate treba izbegavati kod bolesnika sa bubrežnim oštećenjem.
Farmakokinetičke karakteristike nedepolarizirajućeg mišićnog relaksanata Vekuroniuma® kod bolesnika sa normalnom i smanjenom bubrežnom funkcijom.
| Funkcija bubrega | Poluživot eliminacije (h) | Klirens (ml/kg/min) | Volumen distribucije (L/kg) |
| ---------------- | ------------------------- | ------------------- | --------------------------- |
| Normalna         | 0,9                       | 5,3                 | 0,20                        |
| Smanjena         | 1,4                       | 3,1                 | 0,24                        |

Tako npr. rokuronijum je najvećim delom zavisan od metabolizma jetre a ne bubrega , te se može primeniti kod bubrežnih bolesnika. Međutim nakon primene treba očekivati produženo trajanje bloka koje ne mora imati kliničkog značaja. Upotrebu rokuronijuma kod ovih bolesnika dodatno pruža mogućnost alternativne reverzije sugamadeksom čija efikasnost nije narušena kod bolesnika sa bubrežnim oštećenjem.

## Preporuke i mere opreza
Zbog specifčnog farmakokinetskog toka i jedinstvenog metabolizma koji je minimalno zavisan od bubrežne funkcije, relaksanti izbora su svakako atrakurijum i cisatrakurijum.
Monitoring neuromišićnog bloka treba primenjivati kod svakog bolesnika sa bubrežnim oštećenjem bez obzira na izbor relaksanta i vremena trajanje hirurške intervencije. Naročitu pažnju treba obratiti i na monitoring dubine bloka tokom faze održavanja hirurške relaksacije kada dodatnu dozu relaksanta treba prepoloviti i dodavati nakon pojave drugog odgovora na stimulaciju. Možda je još značajnije monitorinigom pratiti nivo bloka tokom faze oporavka. 
Ekstubacijs bolesnika ne treba preduzimati pre nego što se vrednosti stimulacije ne dosetignu odnos od 0,9. Portabilni periferni nervni stimulatori koji koriste akceleromiografju kao metodu kvantifkovanja intenziteta neuromišićnog bloka i široko su komercijalno dostupni i jednostavni za rukovanje, u svakom trenutku trebaju biti deo obaveznog monitoringa uroloških bolesnika sa hroničnom bubrežnom insuficijencijom tokom anestezije.